# 1789 바스티유의 연인들 (영화)
"1789 바스티유의 연인들"(1789 Les Amants De La Bastille)은 한국에서 제작된 정성복 감독의 2013년 공연실황, 뮤지컬 영화이다. 루이 들로르 등이 주연으로 출연하였다.

## 출연

### 주연
- 루이 들로르
- 카미유 루
- 로드 자누와
- 나탈리아
- 록산느 르 텍시에

### 조연
- 데이비드 반
- 야민 딥
- 마티유 카르노
- 세바스티앙 아기우스

## 기타
- 프로듀서: 도브 아띠아
- 프로듀서: 알베르 코엔
- 안무: 줄리아노 페파르니